# Jack Wrangler
Jack Wrangler (* 11. Juli 1946 in Beverly Hills als John Robert Stillman; † 7. April 2009 in New York City) war ein US-amerikanischer Schauspieler, Pornodarsteller und Filmregisseur.

## Leben
Wranglers Vater war der Filmproduzent Robert Stillman, der Filme wie Zwischen Frauen und Seilen, Boots and Saddles, Second Chorus und Home of the Brave gedreht und Fernsehserien wie Bonanza produziert hat. Seine Mutter war Ruth Clark Stillman, eine Musicaltänzerin. Wrangler begann seine Filmkarriere als Kind in der Fernsehserie The Faith of Our Children. Mit zehn Jahren bemerkte Wrangler nach eigenen Angaben seine Homosexualität. Nach seiner Schulzeit in Kalifornien studierte Wrangler Schauspielwesen an der Northwestern University, Evanston, in Illinois.
In den 1970er Jahren erschien Wrangler in verschiedenen Filmen und Theaterstücken. Des Weiteren trat er unter seinem Pseudonym Jack Wrangler als Pornodarsteller in mehreren schwulen Filmen auf, wie beispielsweise Kansas City Trucking Co., Hot House, Sex Machine oder A Night At The Adonis. Als Pornodarsteller war er zudem in heterosexuellen Pornofilmen wie Jack and Jill, Roommates und The Devil in Miss Jones 2 tätig. Durch seine Filme als Pornodarsteller wurde er in den 1970er Jahren eine Ikone der homosexuellen Bürgerbewegung in den Vereinigten Staaten. 1985 schrieb Wrangler das Buch für das Musical I Love You, Jimmy Valentine. In den 1980er Jahren spielte Wrangler in der Komödie Soul Survivor.
2008 erschien eine Dokumentation Wrangler: Anatomy of an Icon über das Leben und die Karriere von Wrangler.
Wrangler war mit der US-amerikanischen Sängerin Margaret Whiting verheiratet. Sie verstarb im Januar 2011.

## Filmographie (Auswahl)
- 1976: Kansas City Trucking Co.
- 1977: Heavy Equipment
- 1978: A Night at the Adonis
- 1979: Jack and Jill
- 1979: Gemini
- 1980: A Night At The Adonis
- 1981: Roommates
- 1982: The Devil in Miss Jones 2
- 1983: In Love
- 1988: Hot House